# SN 2000dw
SN 2000dw – supernowa typu II odkryta 17 października 2000 roku w galaktyce UGC 11955. W momencie odkrycia miała maksymalną jasność 17,50m.